# Людвіг Пуусепп
Людвіг Пуусепп (ест. Ludvig Puusepp; нар. 21 листопада (3 грудня) 1875, Київ — пом. 19 жовтня 1942, Тарту) — піонер нейрохірургії в Росії і основоположник неврології та нейрохірургії в Естонії.

## Біографія

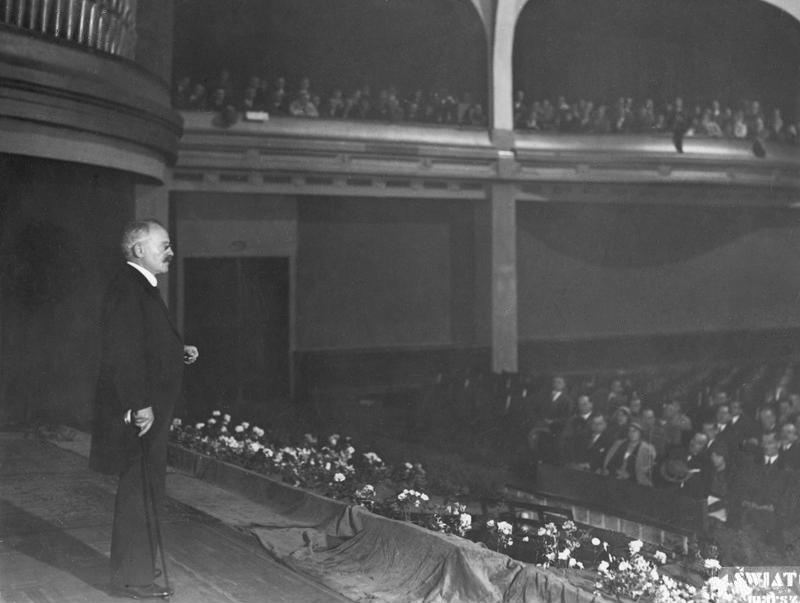
Людвіг Пуусепп читає леекцію у Варшаві

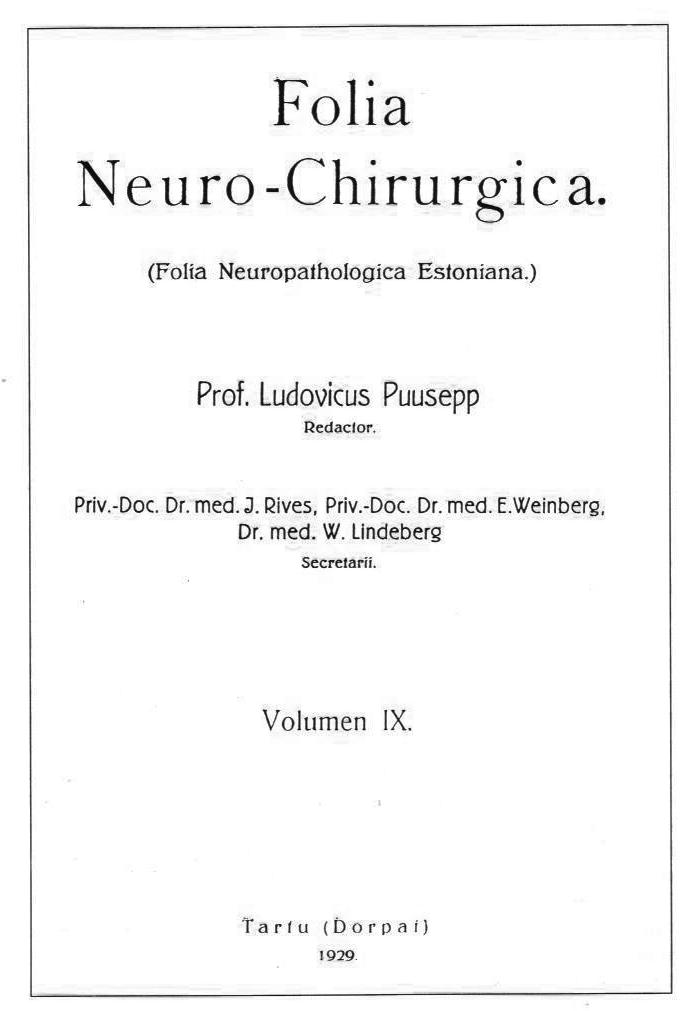
Титульна сторінка IX тому «Folia Neuropathologica Estoniana»

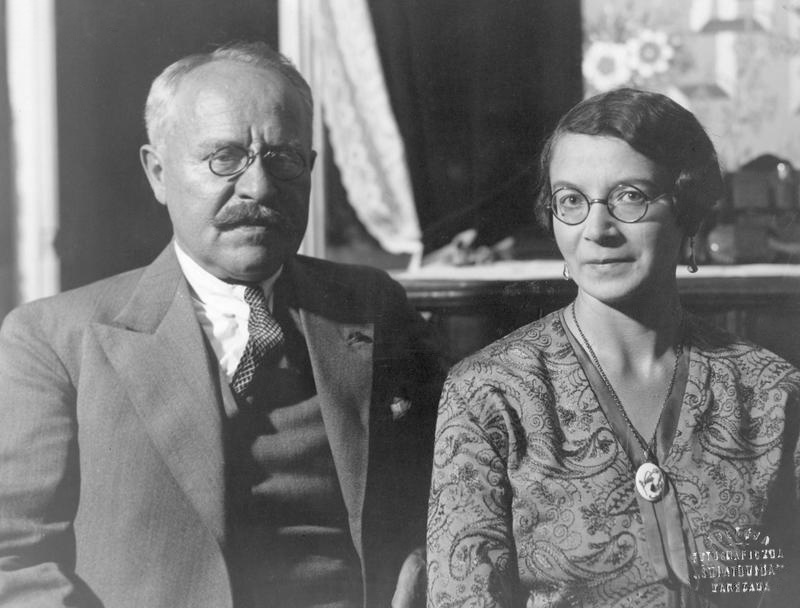
Людвіг Пуусепп з дружиною, 1930 р.

Людвіг Пуусепп народився в 1875 році в Києві. Закінчив Петербурзьку академію військової медицини, де навчався під керівництвом відомого російського невролога Володимира Бехтерєва. Науковий ступінь доктора медичних наук він отримав в 1902 році. Після створення в 1907 році в Петербурзькому інституті психоневрології кафедри хірургічної неврології, Пуусепп був призначений її першим завідувачем. Це було перше самостійне відділення і кафедра хірургічної неврології не тільки в Росії, але і у всьому світі. У 1910 році Пуусепп став професором цієї кафедри та першим професором хірургічної неврології у світі. У 1920 році Пуусепп переїхав на батьківщину свого батька в Естонію, і зайняв посаду професора неврології Тартуського університету і паралельно директора Клініки нервових хвороб. До 1940 року клініка Пуусеппа була єдиним високоспеціалізованим центром неврології та нейрохірургії в країнах Балтії. До нього приїжджали стажуватися багато закордонних нейрохірургів, в тому числі з Іспанії і Югославії.

## Наукова діяльність
Досяг примітних результатів у лікуванні та діагностиці пухлин мозку. У 1929 році описав модифікацію вентрикулографії, 1932 в році представив новітні дані про пошкодження, викликані cauda equina вертебральних дисків. У 1939 році випустив великий огляд про ангіографію судин головного мозку та хірургічне лікування аневризм судин головного мозку. Багато статей Людвіг Пуусепп присвятив діагностиці різних нервових хвороб і новим способам хірургічного лікування, наприклад, рефлексу Пуусеппа (рефлекс п'ятого пальця стопи) і операції Пуусеппа (в лікуванні сирінгомієлії).

## Наукові праці
- Монографія «Tumoren де Gehirns Die» (1929).
- Довідник «Chirurgische Neuropathologie» 1932–1939.
- Архів «Folia Neuropathologica Estoniana». З 1923, ротягом 17 років було видано 17 томів, в яких також публікували свої роботи і видатні іноземні вчені.